# Pacte Roerich
Le Traité concernant la protection des institutions artistiques et scientifiques et des monuments historiques dit aussi Pacte Roerich est un traité international visant à protéger les biens culturels en temps de guerre. Partie d'une initiative du peintre russe Nicholas Roerich, l'idée d'un texte protégeant le patrimoine en cas de conflit armé s'est petit à petit concrétisée jusqu'à se voir proposer à la signature sous la forme du Pacte Roerich le 15 avril 1935 par le Conseil directeur de l'Union panaméricaine. Le traité a par la suite été ratifié par dix pays et signé par onze États du continent américain. Il est toujours en vigueur, la Convention de la Haye pour la protection des biens culturels en cas de conflit armé de 1954 ne l'ayant pas remplacé.

## Histoire
Le Pacte Roerich trouve son origine dans l'action du peintre russe Nicholas Roerich qui avait la volonté de voir le patrimoine culturel mieux protégé. Cependant, Roerich n'est pas le premier à avoir pensé que les biens culturels devraient être préservés des affres de la guerre : les conférences de La Haye de 1899 et 1907 visaient déjà à protéger le patrimoine. Ainsi, l'article 27 du Règlement annexé à la Convention IV de 1907 explique que « dans les sièges et bombardements, toutes les mesures nécessaires doivent être prises pour épargner, autant que possible, les édifices consacrés aux cultes, aux arts, aux sciences […] à condition qu'ils ne soient pas employés en même temps à un but militaire ». Pareillement, l'article 5 de la Convention de La Haye de 1907 concernant le bombardement par les forces navales en temps de guerre stipule qu'en cas de « bombardement par des forces navales, toutes les mesures nécessaires doivent être prises par le commandant pour épargner, autant que possible, les édifices consacrés aux cultes, aux arts, aux sciences et à la bienfaisance, les monuments historiques […] à condition qu'ils ne soient pas employés en même temps à un but militaire ». La vision de Roerich pouvait donc déjà s'appuyer sur des travaux antérieurs. Ce dernier a ensuite communiqué son idée initiale à Georges Chklaver de l'Institut des hautes études internationales (IHEI) afin d'établir un projet de traité international permettant de protéger les biens culturels lors de conflit armé. Une fois le projet conçu par Chklaver il fut transmis à l'Office international des musées de la Société des Nations tandis que des conférences, tenues à Bruges en 1931 et 1932 et à Washington en 1933, et que la Septième Conférence internationale des États américains de 1933 encourageaient les états à adopter cette nouvelle convention. Le traité dans sa forme finale a été définitivement signé le 15 avril 1935 à Washington.

### Tableau de l'adhésion à la Convention

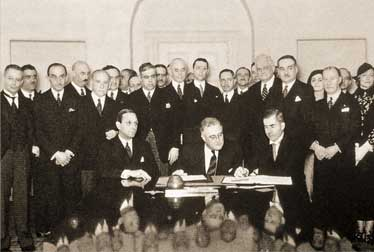
Signature du Pacte Roerich à la Maison-Blanche en 1935. Le président des États-Unis, Franklin Delano Roosevelt, est au centre de la photographie.

Dix États sont parties au Pacte Roerich et onze sont signataires. Tous les pays ont signé le traité le 15 avril 1935 à la Maison-Blanche à Washington.
| État                   | Signé le      | Ratifié le        |
| Argentine              | 15 avril 1935 |                   |
| Bolivie                | 15 avril 1935 |                   |
| Brésil                 | 15 avril 1935 | 5 août 1936       |
| Chili                  | 15 avril 1935 | 8 septembre 1936  |
| Colombie               | 15 avril 1935 | 20 février 1937   |
| Costa Rica             | 15 avril 1935 |                   |
| Cuba                   | 15 avril 1935 | 26 août 1935      |
| Équateur               | 15 avril 1935 |                   |
| États-Unis             | 15 avril 1935 | 13 juillet 1935   |
| Guatemala              | 15 avril 1935 | 16 septembre 1936 |
| Haïti                  | 15 avril 1935 |                   |
| Honduras               | 15 avril 1935 |                   |
| Mexique                | 15 avril 1935 | 2 octobre 1936    |
| Nicaragua              | 15 avril 1935 |                   |
| Panama                 | 15 avril 1935 |                   |
| Paraguay               | 15 avril 1935 |                   |
| Pérou                  | 15 avril 1935 |                   |
| République dominicaine | 15 avril 1935 | 2 novembre 1936   |
| Salvador               | 15 avril 1935 | 1er mai 1936      |
| Uruguay                | 15 avril 1935 |                   |
| Venezuela              | 15 avril 1935 | 11 novembre 1936  |

## Contenu

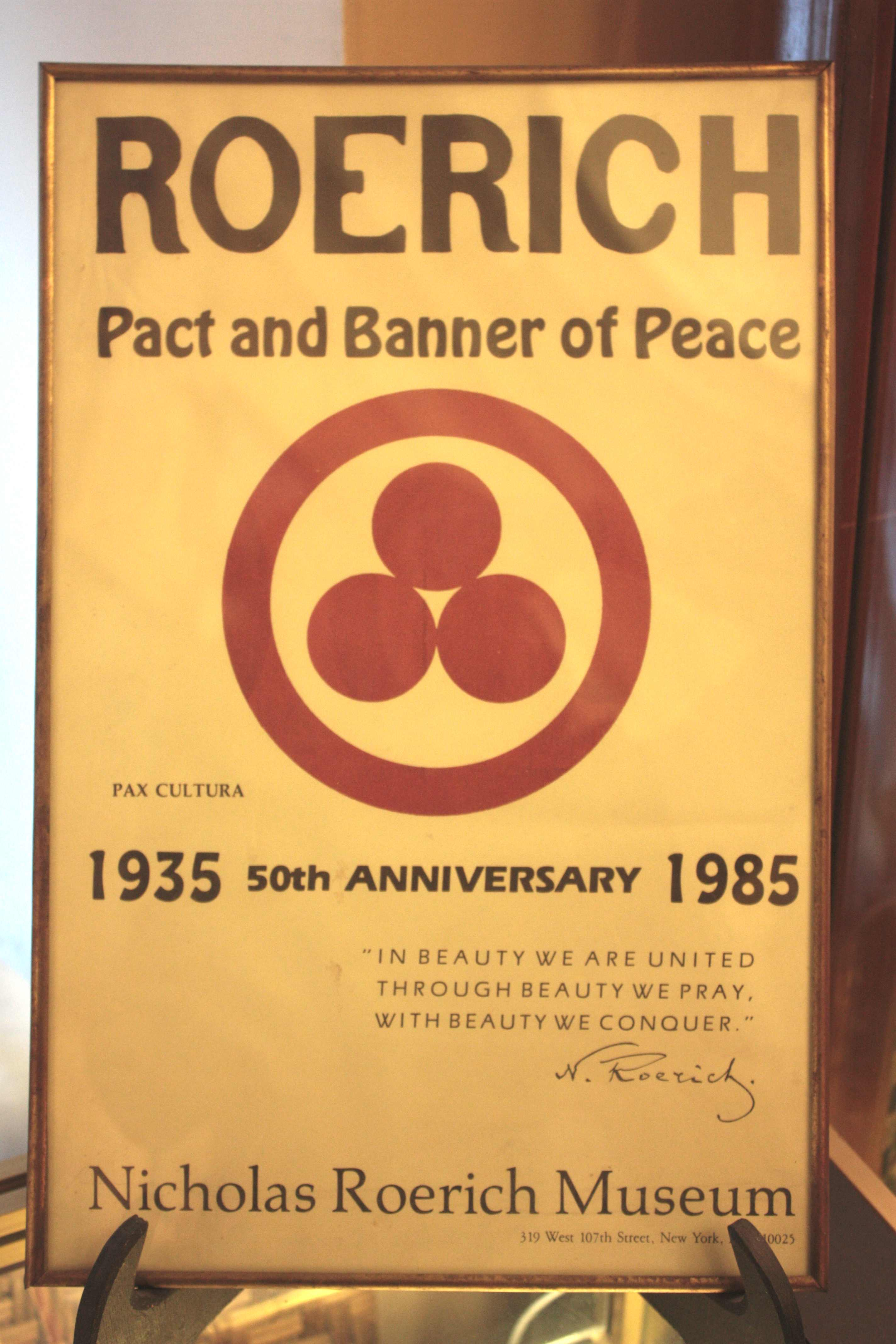
Le signe distinctif institué par le Pacte Roerich : la « Bannière de la Paix de Roerich».

Comme l'explique le préambule du Pacte Roerich, les États ont décidé de conclure un traité international afin que « le patrimoine de la culture soit respecté et protégé en temps de guerre et de paix », c'est d'ailleurs la première fois qu’émerge concrètement l'idée que les biens culturels « constituent le patrimoine de la culture des peuples »,. Pour ce faire, les biens culturels immeubles que sont les « monuments historiques, les musées, les institutions dédiées aux sciences, aux arts, à l'éducation, et à la culture seront considérés comme neutres » et seront protégés. Les mêmes dispositions sont accordées aux personnels faisant partie de ces institutions. Quant aux biens culturels meubles (tableaux, sculptures ou autres), ils ne bénéficient du Pacte Roerich que s'ils sont abrités dans les bâtiments inscrits dans le traité. Ce dernier mentionne également le droit pour les états signataires de communiquer à l'Union panaméricaine « une liste des monuments et institutions pour lesquels ils désirent la protection stipulée par ce traité ». Cependant, comme l'indique l'article 5, tous ses établissements perdront leur protection s'ils sont utilisés à des fins militaires. Comme l'explique le juriste Jiri Toman, « il est important de souligner qu'aucune autre condition n'est mentionnée dans ce traité, même pas la condition de la nécessité militaire », c'est-à-dire que les soldats n'ont pas le droit de s'attaquer ou de prendre possession des biens culturels même si les opérations militaires semblerait le nécessiter.
De même que dans les Règlements de 1899 et 1907 ou dans la Convention de la Haye de 1907, le Pacte Roerich mentionne la création d'un signe distinctif visant à indiquer aux belligérants les biens culturels à protéger et à éviter. Cependant, le signe adopté est différent de celui privilégié par l'article 5 de la Convention IX de 1907 qui consistait en de « grands panneaux rectangulaires rigides partagés, suivant une des diagonales, en deux triangles de couleur, noire en haut et blanche en bas ». Effectivement, le Traité de Washington décrit le symbole qui devra être utilisé par les états adhérents au traité : il s'agira d'un « cercle rouge renfermant une triple sphère, le tout sur fond blanc ». Surnommé la « Bannière de la Paix », ce signe distinctif doit être vu comme l'équivalent de la croix rouge pour ce qui est de la protection du patrimoine et des arts.

## Relation avec la Convention de la Haye de 1954

Le nouveau signe distinctif instauré par la Convention de la Haye de 1954 et qui remplacera la « Bannière de la Paix » pour les États parties aux Pacte Roerich et à la Convention de 1954.

La signature de la Convention de la Haye pour la protection des biens culturels en cas de conflit armé en 1954 a créé un nouveau système de protection international dans lequel s'inscrit le Pacte Roerich. Ainsi, le Préambule de la Convention de la Haye précise que les rédacteurs et les signataires ont été guidés « par les principes concernant la protection des biens culturels en cas de conflit armé établis dans les Conventions de La Haye de 1899 et de 1907 et dans le Pacte de Washington du 15 avril 1935 ». De plus, l'article 36 de la Convention de 1954 insiste sur le fait qu'elle ne fait que compléter le traité de 1935 sans pour autant le remplacer. Cependant, pour les États qui sont parties aux deux conventions, le nouveau signe distinctif instauré par le traité de la Haye se substituera à la « Bannière de la Paix ».